# Damora violacea
Damora violacea är en fjärilsart som beskrevs av Turati 1922. Damora violacea ingår i släktet Damora och familjen praktfjärilar. Inga underarter finns listade i Catalogue of Life.